# إيرلوند (كيبك)
إيرلوند (بالإنجليزية: Irlande, Quebec)‏ هي بلدية محلية في كيبيك تقع في كندا في Les Appalaches Regional County Municipality. يقدر عدد سكانها بـ 959 نسمة ومساحتها 112.10 كم2 .